# Miusinsk
Miusinsk (en ucraniano: Міусинськ, romanizado: Miusynsk; en ruso: Миусинск) es una ciudad ucraniana perteneciente al óblast de Lugansk. Situada en el este del país, hasta 2020 era parte del área municipal de Krani Luch, pero hoy es parte del raión de Rovenki y del municipio (hromada) de Miusinsk.
La ciudad se encuentra ocupada por Rusia desde la guerra del Dombás, siendo administrada como parte de la de facto República Popular de Lugansk.

## Toponimia
Miusinsk recibió su nombre por su cercanía al río Mius.

## Geografía
Miusinsk está a orillas del río Mius, 7 km al sur de Jrustalni y 63 km al sudoeste de Lugansk. Al oeste de Miusinsk se encuentra la frontera con el óblast de Donetsk. 

## Historia
El asentamiento fue fundado en 1923 con el nombre de Shtergres (en ruso: Штергрэс), donde gres se refiere a la central térmica local construida como parte del plan GOELRO.
En 1938, Shtergres obtuvo el estatus oficial de asentamiento de tipo urbano.
En 1965 se fusionaron el asentamiento de tipo urbano de Shtergres y el pueblo de Novopavlovka, fundado en 1887, y se estableció la ciudad de Miusinsk.
En agosto de 1993, la presa del embalse de Shterovski se rompió, como resultado, parte de la ciudad se inundó temporalmente.
A partir de mediados de abril de 2014, debido a la guerra del Dombás, Miusinsk estuvo controlada por la autoproclamada República Popular de Lugansk y no por las autoridades ucranianas. El 8 de agosto de 2014 el ejército ucraniano tuvo control de parte de Miusinsk, pero el 15 de agosto perdieron el control de la ciudad.

## Demografía
La evolución de la población entre 1897 y 2022 fue la siguiente:
| 2866                                                          | 5100 | 6501 | 9987 | 8291 | 7828 | 6029 | 5583 | 4999 | 4830 | 4668 | 4624 | 4596 |
| (Fuente: Cities & Towns of Ukraine y UKRAINE: Größere Städte) |      |      |      |      |      |      |      |      |      |      |      |      |

Según el censo de 2001, la lengua materna de la mayoría de los habitantes, el 56,95%, es el ruso; del 42,30% es el ucraniano.

## Economía
La principal actividad de la ciudad es la extracción de carbón, pero la ciudad fue también un centro de extracción de mármol.

## Infraestructura

### Transporte
La autopista H21 Starobilsk-Donetsk atraviesa la ciudad.

## Cultura

### Educación
La Escuela Técnica de Energía Shteriv, fundada en 1931, opera en la ciudad. El proceso educativo está a cargo de 36 profesores y maestros de formación industrial. Es la única escuela técnica de este perfil en la región de Lugansk. La escuela técnica es parte del complejo con la Universidad Técnica Nacional de Donetsk y la Academia de Ingeniería y Pedagogía de Járkov.